# Hermas Hyrden
Hermas' Hyrden er et kristent skrift fra det andet århundrede e.Kr. og regnes blandt De apostolske Fædre.
Skriftet nød stor autoritet i den tidlige kirke og citeres som kanonisk af bl.a. kirkefædrene Irenæus og Tertullian. Og det var med i de traditionelle bibelske skrifter i Codex Sinaiticus. Skriftet har været opfattet som værdifuld læsning af mange kristne. 
Hermas' Hyrden er udformet som fem åbenbaringer til hyrden Hermas, en tidligere slave. De efterfølges af tolv befalinger og ti lignelser. På vel til Cumae fik Hermas pludselig et syn, hvor hans tidligere frue Rhoda fortæller ham, at hun er udpeget som hans anklager i himlen på grund af en forbigående uren tanke, han i sin tid nærede for hende, og opfordrer ham og de kristne til at gøre bod, da kirken er ældet og svækket af deres synder.
Skriftet minder på mange måder om Johannes Åbenbaring. Som den er Hermas' Hyrdens åbenbaringer rettet mod hele menigheden.